# Zdzisław Zabłotny

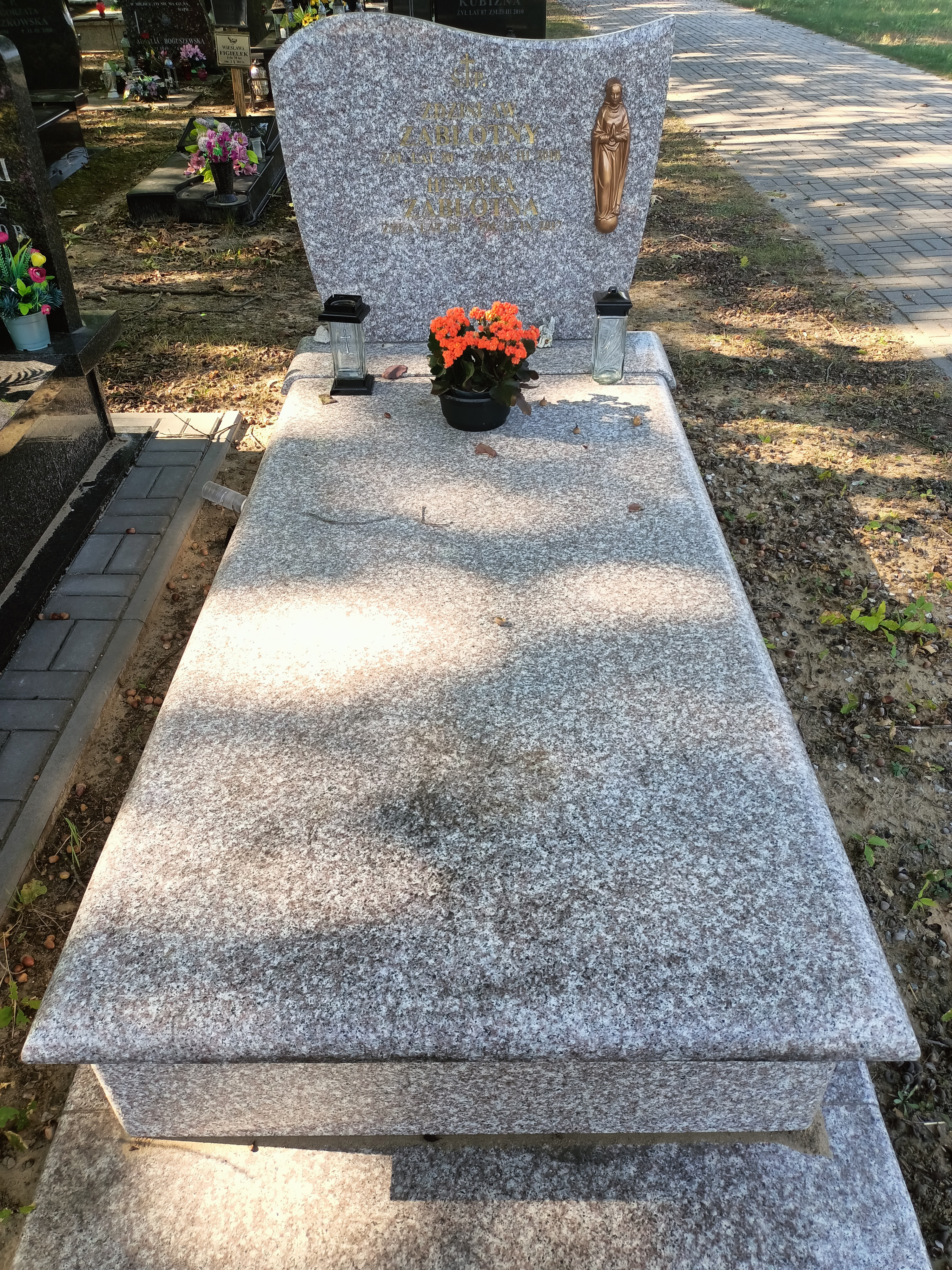
Grób Zdzisława Zabłotnego na Cmentarzu Komunalnym Północnym w Warszawie

Zdzisław Józef Zabłotny (ur. 21 stycznia 1930 w Iłowie-Osadzie, zm. 25 marca 2010) – polski maszynista i polityk, poseł na Sejm PRL VIII kadencji, działacz partyjny PZPR.

## Życiorys
Posiadał wykształcenie średnie zawodowe (ukończył Technikum Łączności w Warszawie). Od 1956 był maszynistą-instruktorem w lokomotywowni Polskich Kolei Państwowych w Warszawie. W 1964 wstąpił do Polskiej Zjednoczonej Partii Robotniczej, w której był wykładowcą szkolenia partyjnego, I sekretarzem Oddziałowej Organizacji Partyjnej, a także zasiadał w Komitecie Dzielnicowym oraz Warszawskim. W 1980 był delegatem na VIII zjazd partii. Od tego samego roku do 1985 pełnił mandat posła na Sejm PRL VIII kadencji w okręgu Warszawa Praga Południe. Zasiadał w Komisji Komunikacji i Łączności oraz w Komisji Prac Ustawodawczych.
Był żonaty z Henryką z domu Nogal (żyła w latach 1931–2017). Pochowany w murowanym, tradycyjnym grobie na Cmentarzu Komunalnym Północnym w Warszawie, później w tym samym grobie pochowano jego żonę.